# Lidija Kozlovič
Lidija Kozlovič, slovenska gledališka in filmska igralka, * 8. oktober 1938, Momjan (Hrvaška), † 1. junij 2009, Trst, Italija.

## Življenje in delo
Študirala je na ljubljanski Akademiji za gledališče, radio, film in televizijo, po diplomi pa se je zaposlila v Slovenskem stalnem gledališču v Trstu, kjer je ustvarila tudi večino svojih najpomembnejših vlog. Njegova članica je bila od leta 1965 do 1993, sodelovala pa je tudi z italijanskim gledališčem Teatro stabile iz Trsta. Nastopala je tudi na Radiu Trst (v slovenščini in italijanščini) ter v več italijanskih televizijskih filmih. Kadar je nastopala v italijanščini, je uporabljala ime Lidia Coslovich. Odigrala je tudi nekaj vlog v slovenskih filmih, med katerimi je najbolj znana vloga mame v Sreči na vrvici. Ukvarjala se je tudi s pedagoškim delom.
Za vlogo Anne v Brechtovi drami Bobni v noči je leta 1971 dobila nagrado Borštnikovega srečanja, za več vlog v tržaškem gledališču pa leta 1982 nagrado Prešernovega sklada.

## Gledališke vloge
Odigrala je številne ženske vloge iz klasične svetovne in slovenske, pa tudi moderne dramatike. V svoji karieri je upodobila tako mladostnice, kot tudi zrele ženske like. Med njimi so najpomembnejše stvaritve:
- Helena - Ivan Cankar: Za narodov blagor
- Lojzka - Ivan Cankar: Hlapci
- Milena - Ivan Cankar: Lepa Vida
- Irina - Anton P. Čehov: Tri sestre
- Šarlota - Anton P. Čehov: Češnjev vrt
- Jelisava - Oton Župančič: Veronika Deseniška
- vdova Quin - John Millington Synge: Fant z zahodne strani
- Jokasta - Sofokles: Kralj Ojdip

Njen zadnji nastop na odrskih deskah je bil v sezoni 2003/4 v gledališkem konsu Srečko; Kjer se ljubezen izliva v sinje nebo.

## Filmske vloge
V slovenskih filmih je bila abonirana na vloge mater. Ta lik je upodobila v filmih Sreča na vrvici (rež. Jane Kavčič, 1977), Ko zorijo jagode (rež. Rajko Ranfl,1978) in Kavarna Astoria (rež. Jože Pogačnik,1989). V manjših vlogah je nastopila tudi v filmih Lažnivka, Zgodba, ki je ni, Veselo gostivanje ter Do konca in naprej.